# Ligyra semifuscata
Ligyra semifuscata är en tvåvingeart som först beskrevs av Enrico Adelelmo Brunetti 1912.  Ligyra semifuscata ingår i släktet Ligyra och familjen svävflugor. Inga underarter finns listade i Catalogue of Life.